# Умброви
Умбровите (Umbridae) са семейство актиноптери от разред Щукоподобни (Esociformes).
Таксонът е описан за пръв път от Шарл Люсиен Бонапарт през 1845 година.

## Родове
- Dallia – Далии
- Umbra – Умбри